# Constitutio Valdemariana
Constitutio Valdemariana er en erklæring der sandsynligvis oprindelig blev formuleret i 1326 og hvorefter hertugdømmet Sønderjylland og Danmarks rige fremstår som to forskellige områder, som ikke må forenes.

## Formuleringen
Bestemmelsen var en latinsk artikel, der blev optaget i en erklæring, som Grev Christian af Oldenburg (senere kong Christian 1.) udstedte den 28. juni 1448 i anledning af, at det danske rigsråd da havde i sinde at vælge ham til konge. Han udtalte deri, at der nu "var ham forebragt og åbenbaret beseglede breve og gamle skrifter og håndfæstninger af kong Valdemar og rigens råd i Danmark, givne og beskrevne i året 1326", hvilke blandt andet indeholdt en artikel med følgende ordlyd: 
„Item ducatus Sunder-Jucie regno et corone Dacie non unictur nee annectetur, ita quod unus sit dominus utriusque etc."

## Tolkningen
Om tolkningen ligger det fast at første halvdel af bestemmelsen bør oversættes således:
»Ligeledes skal hertugdømmet Sønderjylland hverken indlemmes i Danmarks rige eller knyttes til Danmarks krone ...« 
mens bestemmelsens sidste halvdel lyder:
»således at ingen (egtl. "én og samme") er herre over begge« (dvs. Danmark og Sønderjylland).
Dette betød at Sønderjylland for fremtiden hverken skulle høre under riget eller under kronen, og at det eneste mulige lensforhold det kunne indtage, var til kongen personlig, altså et lignende som fyrsterne i Mecklenburg og Pommern indtog.

## Betydning
Denne grev Christians såkaldte "revers" blev formentlig straks overleveret hertug Adolf, der havde foranlediget dens udstedelse, og må snart efter være blevet henlagt i det slesvig-holstenske råds arkiv (det senere såkaldte Ridderskabs Arkiv).
Det er omtvistet hvilket forhold der består mellem Constitutio Valdemariana og den begivenhed der fulgte to måneder efter Valdemars hyldning på Viborg ting 7. juni 1326, nemlig den unge konges forlening til grev Gert af Sønderjylland (15. august).  Lensbrevet fik en særlig højtidelig karakter, da det bevidnes af 7 nordtyske fyrster og 8 danske bisper, 6 danske stormænd, åbenbart rigsråder, samt "adskillige andre troværdige klerke og lægmænd"; ydermere blev det den følgende dag tiltrådt "på (dane-)hoffets vegne" af 30—40 adelige. Heri forlenede Valdemar sin morbroder og dennes lovlige arvinger med "hele" hertugdømmet Jylland efter lensretten som fanelen, uden at der dog tales om nogen krigstjeneste af lenet, og det eneste kongen forbeholder sig, er »jus superioris dominii seu inpheudationis«, dvs. overherredømme som lensherre, men hverken »corona« eller »regnum«, krone eller rige. Det kunne se ud til at rigsrådets og danehoffets medvirken synes overflødige, dersom Sønderjylland virkelig allerede i forvejen var løsnet både fra rige og krone. På den anden side taler brevets form, der stemmer godt overens med Lybsk lensret og som helt undgår de danske begreber "riget" og "kronen", for at man har at gøre med en forlening af samme art som de tidligere kendte af danske konger af nordtyske områder.
Allerede 1329 måtte Valdemar Eriksøn opgive sin kongetrone og nøjes med igen at tiltræde sin gamle stilling som hertug. Ingen bestemmelse ved denne lejlighed var bekendt om hvorledes hertugstillingen skulle opfattes. Selv om hertugens politiske holdning i de følgende år var skiftende, endte det dog med at både han og efter hans død (i 1364) hans søn, hertug Henrik, deltog i de danske danehoffer, hvilket viser, at Sønderjylland nu af dem anerkendtes som liggende under både kronen og riget. I 1374 betegnede ydermere hertug Henrik Valdemar Atterdag som sin "naturlige arveherre". Disse kendsgerninger taler for, at Constitutio Valdemariana var ubrugelig som politisk våben allerede længe før kejserprocessen i 1424, hvor den da heller ikke blev fremlagt. Sandsynligheden taler for at bestemmelsen kan have været gyldig ved sin opståen, men — mere eller mindre hurtigt derefter — havde mistet sin gyldighed.
Siden blev den imidlertid trukket frem igen med de følger, det skulle få for Sønderjylland og dets befolkning.